# 魏炤乘
魏照乘（？—？），字仲玖，號瑤海，直隶大名府滑縣人，晚明政治人物，同進士出身。

## 生平
萬曆四十三年乙卯科舉人，四十四年（1616年）登丙辰科進士。工部觀政，授金乡县知县，天启元年本省同考，二年四月考选，授兵科给事中，首疏乞增武科会额以备将材，弹劾赞画何栋如。升礼科左给事中，五年四月升為吏科都給事中，七月引疾乞归。崇禎继位，复原官，同考礼部會試，升太常寺少卿、提督四夷馆，擢都察院右佥都御史、巡抚江西，五年养病归乡。崇祯十一年（1638年）官至兵部侍郎。崇禎十二年（1639年）薛國觀將其與張四知、姚明恭引薦入閣，任兵部尚书、兼东阁大学士、直文渊阁，加太子少傅，進戶部尚書、東閣大學士。其在位四年，才能庸劣，屢遭論劾，十五年因疾去職。

## 家族
曾祖魏安。祖魏應，吏目。父魏象。